# Servicio Riojano de Salud
El Servicio Riojano de Salud es el organismo encargado del sistema de prestaciones sanitarias públicas en la comunidad autónoma española de La Rioja, perteneciente al Sistema Nacional de Salud creado en 1986 y que sustituyó al Insalud. Depende de la Consejería de Salud del Gobierno de La Rioja. El acrónimo del servicio corresponde con Seris (Servicio Riojano de Salud), palabra que se usa habitualmente en medios de comunicación a fin de abreviar el lenguaje cuando se hace referencia al mismo.